# Longitarsus frontosus
Longitarsus frontosus is een keversoort uit de familie bladkevers (Chrysomelidae). De wetenschappelijke naam van de soort werd in 1947 gepubliceerd door Joseph Henri Adelson Normand.